# Erigone denticulata
Erigone denticulata là một loài nhện trong họ Linyphiidae.
Loài này thuộc chi Erigone. Erigone denticulata được Ralph Vary Chamberlin & Wilton Ivie miêu tả năm 1939.